# Ykspetäjä (ö i Birkaland, Övre Birkaland, lat 61,86, long 23,97)
Ykspetäjä är en ö i Finland. Den ligger i sjön Palovesi och Jäminginselkä och i kommunen Ruovesi i den ekonomiska regionen  Övre Birkalands ekonomiska region  och landskapet Birkaland, i den södra delen av landet, 190 km norr om huvudstaden Helsingfors. Öns area är 2 hektar och dess största längd är 260 meter i nord-sydlig riktning.